# Жирний четвер

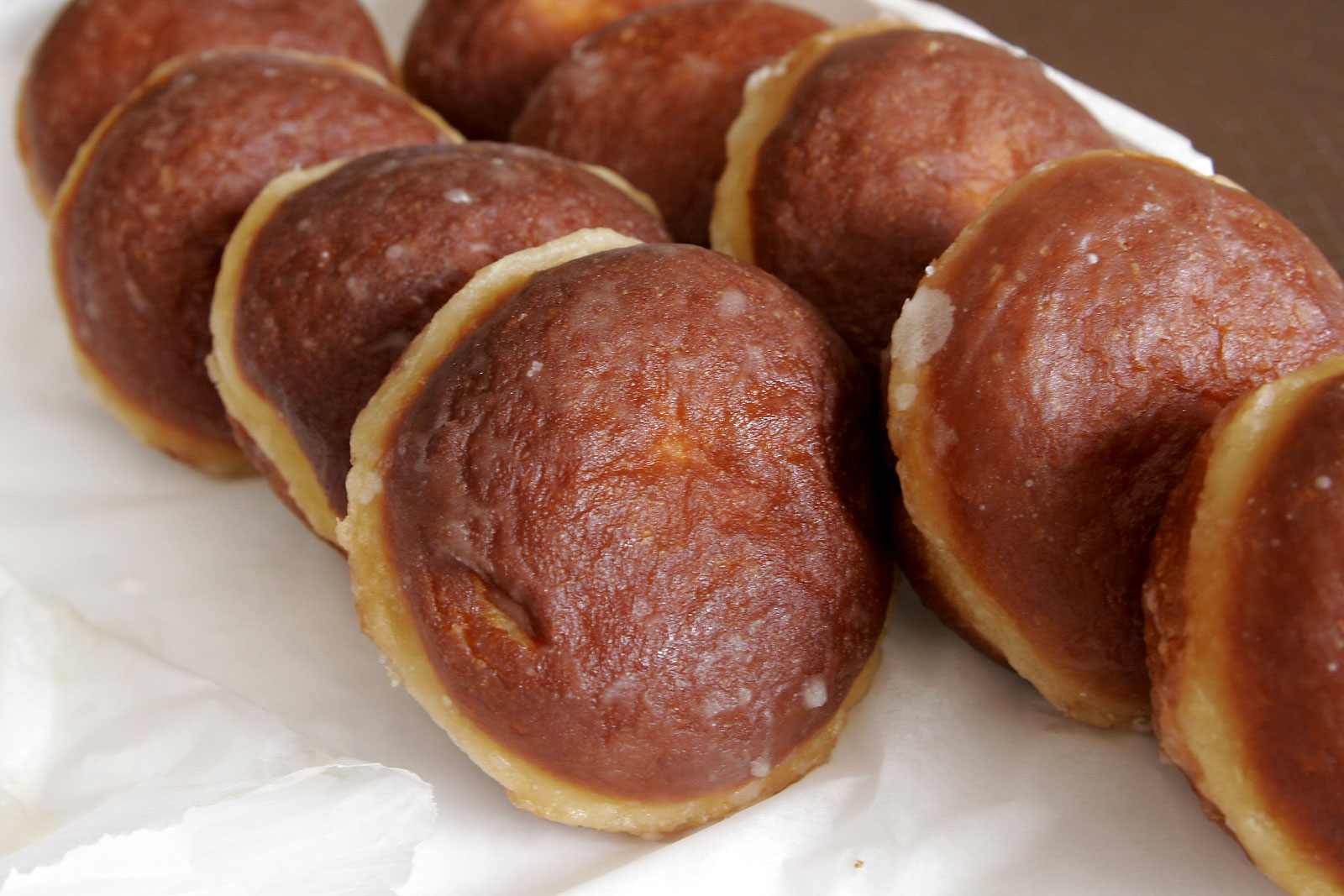
Пончики

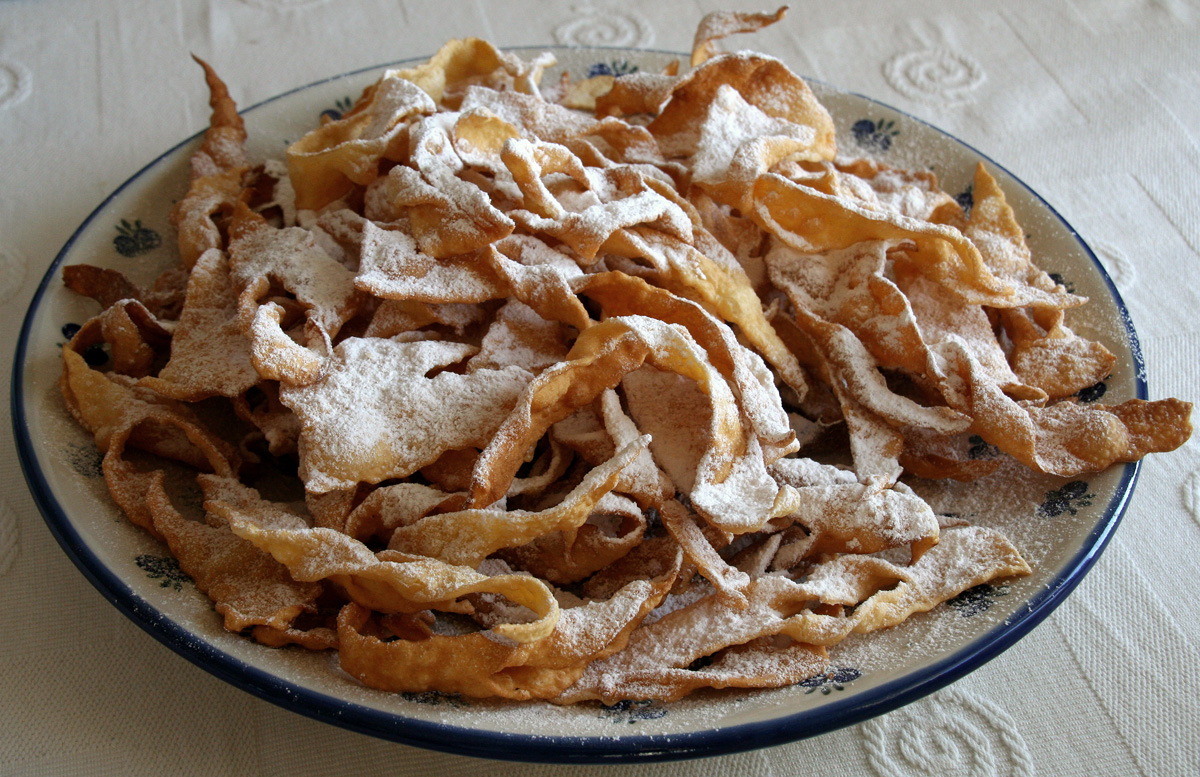
«Фаворки» (хрусти)

Жирний четвер або Масний четвер (пол. tłusty czwartek) — у християнському календарі, останній четвер перед Великим постом, відомий також як Запусти (пол. Zapusty). У Польщі та у католицькій частині Німеччини, за традицією, у цей день дозволяється переїдання.
Оскільки дата жирного четверга залежить від дати Великодня, цей день є рухомим святом. Наступного четверга є четвер після Попільної середи і належить до періоду Великого посту, під час якого християни з релігійних причин (покаяння), як приготування до Великодня, повинні стримуватися на вираз пожертви. Свято може випасти між 30 січня і 4 березня.
Найпопулярніші страви то є пончики (пол. Pączek) та вергуни (пол. Faworki), також звані в деяких регіонах хруст або хрустики. Раніше об'їдалися пончиками з начинкою з сала, бекона, м'яса, котрі рясно запивалися горілкою.
Відповідно до одного з забобонів, якщо хтось у жирний четвер не з'їсть жодного пончика — в подальшому житті він не матиме успіху.
У наступній таблиці наведено, як припадає жирний четвер у роках.
| Рік  | Дата      |
| ---- | --------- |
| 2010 | 11 лютого |
| 2011 | 3 березня |
| 2012 | 16 лютого |
| 2013 | 7 лютого  |
| 2014 | 27 лютого |
| 2015 | 12 лютого |
| 2016 | 4 лютого  |
| 2017 | 23 лютого |
| 2018 | 8 лютого  |
| 2019 | 28 лютого |
| 2020 | 20 лютого |
| 2021 | 11 лютого |
| 2022 | 24 лютого |
| 2023 | 16 лютого |
| 2024 | 8 лютого  |
| 2025 | 27 лютого |
| 2026 | 12 лютого |
| 2027 | 4 лютого  |
| 2028 | 24 лютого |
| 2029 | 8 лютого  |

## Історія свята
Історія жирного четверга сходить до язичництва. Це був день, коли відзначається відхід зими та прихід весни. Свято було засноване на поїданні жирних страв, особливо м'яса з питтям вина, і закускою. Пончики робились з хлібного тіста і фарширувались беконом. Римляни святкували таким чином один раз у рік, так званий жирний день.
Біля XVI століття у Польщі з'явилася звичка їсти пончики у солодкій версії. Виглядали вони трохи інакше, ніж це тепер, в середині був схований маленький горішок арахісу або мигдалю. Той, хто потрафив на такий щасливий пончик, мав насолоджуватися достатком та успіхом.
У специфічний спосіб святкували жирний четвер у Малопольщі. У той час він називався «цомбровий» четвер. Згідно з легендою, назва походить від імені мера Кракова Цомбер (пол. Comber), котрий жив у XVII столітті, злого та суворого до жінок, котрі мали свої намети й торгівлю на Ринковій Площі. Казали: Бог високо і король далеко, хто ж нас заслонить від Цомбра. За повідомленнями він помер у жирний четвер. На кожну річницю смерті вуличні торговці на ринку запровадили гучні забави та танці. Під час забави учасники змушують перехожих на ринку чоловіків танцювати або пожертвувати верхній одяг в обмін на образи, нанесені Цомброю.
Існує версія появи пончиків у Польщі. Згідно з легендою, перші пончики приготували, щоб нагодувати захисників Відня, обложеного турками в 1683 р. Проте це не були пухкі та солодкі кульки, а смажені на смальці шматки хлібного тіста, фаршировані салом.
Пончики прийшли до Польщі разом з військами Яна III Собеського, який повертався з Віденської битви. Однак тільки у XVIII столітті вони стали ласощами. Пухкі, легкі, з трояндовим варенням, що тануть у роті…
У книзі «Опис звичаїв і традицій за царювання Августа III» (пол. "Opis obyczajów i zwyczajów za panowania Augusta III") написано: Якщо потрапити в око старовинним пончиком, можна його підбити, сьогоднішній пончик настільки пухкий і легкий, що якщо його стиснути в руці, він знову розтягується і росте до своїх розмірів, а вітер може здути його з тарілки.
В наш час пончики роблять з пшеничного борошна і дріжджів, а начинку з трояндового варення, фруктового джему, молочного киселю. Трояндове варення є популярним переважно в Малопольщі, куди воно прийшло з арабських країн. Начинку вручну додають в сире тісто або впорскують після смаження.